# Metales (Strunz)
Según la clasificación de los minerales de Strunz, la división correspondiente a los metales y componentes intermetálicos (IA) perteneciente a los Elementos nativos (I), consta de siete familias en las cuales se clasifican los siguientes minerales:

## I.A Metales y componentes intermetálicos

### I.AA Familia del cobre-cupalita
- 05. Cobre (Cu)
- 05. Plomo (Pb)
- 05. Oro (Au)
- 05. Plata (Ag)
- 05. Níquel (Ni)
- 05. Aluminio (Al)
- 10a. Aurocuprida (Cu3Au)
- 10b. Tetra-auricuprida (CuAu)
- 15. Novodneprita (AuPb3)
- 15. Khatyrkita (Cu, Zn) Al2
- 15. Antuiita Au (Pb, Sb)2
- 20. Cupalita (Cu, Zn) Al
- 25. Hunchunita (Au, Ag)2 Pb

### I.AB Familia del Zinc-latón (aleaciones de cobrey zinc)
- 05. Cadmio (Cd)
- 05. Zinc (Zn)
- 05. Titanio (Ti)
- 05. Renio (Re)
- 10a. Latón (Cu3Zn2)
- 10a. Zhanghengita (Cu, Zn, Fe, Al, Cr)
- 10b. Danbaita (CuZn2)
- 10b. Tongxinita (Cu2Zn)

### I.AC Familia del Indio-estaño
- 05. Indio (In)
- 10. Estaño (Sn)
- 15. Yuanjiangita (AuSn)
- 15. Sorosita Cu (Sn, Sb)

### I.AD Familia del mercurio y amalgamas del mercurio
- 00. Amalgama (Ag2Hg3)
- 05. Mercurio (Hg)
- 10. Belendorffita (Cu7Hg6)
- 10. Kolymita (Cu7Hg6)
- 15a. Paraschachnerita (Ag3Hg2)
- 15a. Schachnerita (Ag1,1Hg0.9)
- 15b. Luanheita (Ag3Hg)
- 15c. Eugenita (Ag9Hg2)
- 15d. Moschellandsbergita (Ag2Hg3)
- 20a. Weishanita (Au, Ag)3 Hg2
- 20b. Amalgama con oro, Goldamalgama (Au, Ag) Hg
- 25. Potarita (PdHg)
- 30. Amalgama con plomo, Leadamalgama (HgPb2)

### I.AE Familia del hierro-cromo
- 05. Kamacita ( alfa-(Fe, Ni)
- 05. Hierro (Fe)
- 05. Cromo (Cr)
- 10. Antitaenita (gamma-Fe3Cr1-x (x=0,6))
- 10. Taenita ( gamma-(Fe, Ni) )
- 10. Tetrataenita (FeNi)
- 15. Chromferida (Fe3Cr1-x (x=0,6) )
- 15. Wairauita (CoFe)
- 15. Ferchromida (Cr3Fe1-x (x=0,6) )
- 20. Awaruita (Ni2Fe a Ni3Fe)
- 25. Jedwabita Fe7(Ta, Nb)3

### I.AF Elementos del grupo del platino
- 05. Osmio (Os, Ir)
- 05. Rutheniridosmina (Ir, Os, Ru)
- 05. Rutenio (Ru, Ir, Os)
- 10. Paladio (Pd, Pt)
- 10. Iridio (Ir, Os, Ru, Pt)
- 10. Rodio (Rh, Pt)
- 10. Platino (Pt)

### I.AG Aleaciones PGE-Metálicas
- 05. IMA2008-055 (Ni, Fe, Ir)
- 05. Hexaferrum (Fe, Os, Ru, Ir)
- 10. Atokita (Pd, Pt)3 Sn
- 10. Zvyagintsevita (Pd3Pb)
- 10. Rustenburgita (Pt, Pd)3 Sn
- 15. Taimyrita (Pd, Cu, Pt)3 Sn
- 15. Tatyanaita (Pt, Pd, Cu)9 Cu3 Sn4
- 20. Paolovita (Pd2Sn)
- 25. Plumbopalladinita (Pd3Pb2)
- 25. Stannopalladinita (Pd,Cu)3 Sn2
- 30. Cabriita (Pd2SnCu)
- 35. Chengdeita (Ir3Fe)
- 35. Isoferroplatino (Pt,Pd)3(Fe,Cu)
- 40. Ferronickelplatino (Pt2FeNi)
- 40. Tetraferroplatino (PtFe)
- 40. Tulameenita (Pt2FeCu)
- 45. Hongshiita (PtCu)
- 45. Skaergaardita (CuPd)
- 50. Yixunita (Pt3In)
- 55. Damiaoita (PtIn2)
- 60. Niggliita (PtSn)
- 65. Bortnikovita (Pd4Cu3Zn)
- 70. Nielsenita (PdCu3)

### Nota en la traducción de los nombre de los minerales
Nota: Sólo se ha traducido del inglés aquellos minerales de los que se encuentra fácilmente un nombre en castellano, de los demás se ha optado solo por traducir sufijos en -ite por -ita, -ide por -ida, etc., dejando el resto de la palabra según la ortografía inglesa.